# جوزيف مغيزل
جوزيف مغيزل (1924 ـ 1995) هو محام ونائب و وزير لبناني، له العديد من المؤلفات، وهو زوج الناشطة الحقوقية لور مغيزل.

## حياته
وُلد في تبنين في جنوب لبنان، ونال إجازة في الحقوق الفرنسية، ثم إجازة في الحقوق اللبنانية، وانتسب بدايةً إلى حزب الكتائب، ثم خرج منه سنة 1957م، وفي عام (1960- 1973) ترأس النادي الثقافي العربي، رفع لواء حقوق الإنسان والحريّات والعلمانية، 
تزوج من لور مغيزل الناشطة في حقوق المرأة ورزق منها بأربعة أولاد. وأسس مع لور وآخرين حزباً ديمقراطيّاً لا عنفيّاً (1970) يدعو ويعمل من أجل “تقدّم” لبنان ودستوره وقوانينه ومؤسساته واقتصاده ومجتمعه ومواطنيه. 
عارض الحرب (1975) وجمّد الحزب في وجه الجنون والعنف (1977).
أنشأ أيضاً حركة التقدم الوطني.

## مؤلفاته
له مؤلفات عدة في القاتون منها:
- تشريع السجون في لبنان

- لبنان والقضية العربية

- تشريع السرية المصرفية في لبنان

- حماية الملكية الأدبية والفنية.

- “تشريع السجون في لبنان” (1957)، “

- دراسات في مفاهيم الحرية” (1958)، “
- لبنان والقضية العربية” (1959)، “
- ضد الطائفية” (1960)، “تشريع السرية المصرفية” (1966/ بالفرنسية)، “
- حقوق الإنسان في لبنان” (1972/ بالاشتراك مع عبد الله لحود)، “
- في نتائج العدوان الإسرائيلي على جنوب لبنان” (1979)، “
- العروبة والعلمانية” (1980)، “
- الثقافة الوطنية في لبنان على خط المواجهة” (1980).

## نشاطه المدني
هو أحد مؤسسي المنظمة العربية لحقوق الإنسان، ولعب دوراً بارزاً في دعمها بخبرته القانونية كمحام.
شارك في تأسيس الجمعية اللبنانية لحقوق الإنسان وعين رئيسها، وساهم في تعزيز الحركة العربية لحقوق الإنسان، والتي توجت في العام 1994 بتأسيس اللجنة البرلمانية لحقوق الإنسان برئاسته.
كان نقابياً بارزاً، وعضواً في اتحاد المحامين العرب،
انتخب نائباً في مجلس النواب اللبناني، وقد ساهم كنائب في تطوير عدد من التشريعات اللبنانية لتتواءم والمعايير الدولية، ونجح في إدخال العديد من التعديلات الدستورية والقانونية التي تعزز ضمانات حقوق الإنسان، وتدعم المساواة بين النساء والرجال، كما نجح في إلغاء عدد من القيود القانونية التي كانت تحد من الحريات العامة.
تفدم في مجلس النواب بمشروع قانون للزواج المدني غير أنه لم يُقر.
عين وزيراً للبيئة عام 1995م ولم يبق في منصبه أكثر من خمسة أيام، حيث غيبه الموت 29 أيار (مايو) من العام 1995.